# 小行星5683
小行星5683（5683 Bifukumonin）是一颗绕太阳运转的小行星，为主小行星带小行星。该小行星于1990年10月19日发现，以美福門院（Bifukumonin）命名。

## 轨道参数
小行星5683的轨道半长轴为2.2121540 UA，离心率为0.216。